# Abbaye Notre-Dame de Vertus
Ne doit pas être confondu avec Abbaye Saint-Sauveur de Vertus.
Pour les articles homonymes, voir Abbaye Notre-Dame et Notre-Dame.
L'abbaye Notre-Dame de Vertus est une ancienne abbaye augustinienne située à Vertus dans la Marne détruite après la Révolution.

## Histoire
Saint Arnould, abbé de Saint-Médard de Soissons, vient visiter en 1080, dans son château de Vertus, le comte de Champagne, Thibaud Ier ; sur la prière d'Adèle de Crespy, son épouse, il fonde dans la ville de Vertus deux abbayes d'hommes, Notre-Dame et Saint-Sauveur. Les premiers chanoines réguliers de Saint-Augustin viennent de l'abbaye Saint-Médard de Soissons. Ils suivent la règle victorienne. Le comte leur cède, dans l'intérieur même du château, un terrain de deux arpents. Ils forment le chapitre de l'église sous l'invocation de saint Martin.
À peine établis, les chanoines de Saint-Martin ont des contestations avec l'évêque de Châlons, avec les moines de Saint-Sauveur, avec des abbayes du diocèse de Troyes. Vers 1111, Anchère, abbé de Saint-Martin, se prétend indépendant de l'évêque de Châlons mais les chanoines de Saint-Martin sont avant tout curés de Vertus, et par conséquent soumis à la juridiction spirituelle de l'évêque de Châlons. Anchère remet sa cure aux mains de Hugues, évêque de Châlons, et la reçoit de nouveau du même prélat, à la condition de soumission. Depuis, l'élection des abbés est toujours confirmée par les évêques. A l'élection du dernier abbé régulier, en 1503, le siège étant vacant, l'élection est  confirmée par le chapitre cathédral de Saint-Etienne de Châlons.
En 1167, la ville de Vertus est entièrement brûlée. Les chanoines de Saint-Martin, resserrés jusque là dans l'étroite enceinte des murs de la forteresse, profitent de cette circonstance pour demander au comte de Champagne la translation de leur maison à l'extrémité du faubourg de la ville. Henri Ier donne aux chanoines un vaste terrain, enclos de murailles, avec abbatiale sous l'invocation de Notre-Dame, cloître, bâtiments claustraux, pressoirs, ferme, colombier féodal. Dès lors les chanoines et l'abbé de Saint-Martin deviennent les chanoines et l'abbé de Notre-Dame. Le comte accorde aux abbés, qui avaient déjà la moyenne et basse justice dans la rue Saint-Martin, le droit de haute, moyenne et basse justice sur toute la ville pendant trois jours de l'année : la veille, le jour et le lendemain de la Notre-Dame de septembre. Ce droit, contesté par les comtes de la maison d'Orléans, est confirmé par arrêt du parlement, en 1457, et les abbés en ont joui jusqu'à la Révolution.
En 1261, une charte de Thibaut V de Champagne octroie la maladrerie de Vertus. À une époque, il n'y a plus de lépreux et sous l'administration de Sully, un arrêt de 1607 condamne les abbés et religieux de Notre-Dame à reconstruire la maison des lépreux.
L'abbaye Notre-Dame est incendiée et saccagée en 1227, pendant la révolte des grands vassaux contre Blanche de Castille.
En 1522, le règne des abbés commendataires se substitue au régime des abbés réguliers ; apportant en partie, la ruine de l'esprit religieux. 
Les moines mènent la vie commune jusqu'au jour où, par le fait des guerres du XVIe siècle, l'abbaye est presque ruinée. Au début de la deuxième guerre de Religion en 1567, l'abbaye est pillée et détruite par les huguenots, commandés par le prince de Condé, qui occupent Vertus, comme une dizaine d'autres riches abbayes de la région : Saint-Sauveur de Vertus, Gaye, Notre Dame de Belle-Eau, le Jardin près de Sézanne, le Val-Dieu, l'abbaye d'Huiron. Les chanoines dispersés se rapprochent du centre paroissial. Ils entrent dans d'autres maisons de l'ordre, ou bien occupent les cures et prieurés appartenant à l'abbaye. 
À partir de ce moment, l'abbé commendataire jouit seul de tous les biens de l'abbaye. Le couvent et l'église restent en ruines. Toutefois l'abbé est tenu de payer le curé de Vertus et l'un des vicaires. Le curé est à portion congrue, mais il doit être de l'ordre, et porte le titre de prieur. L'abbé donne de l'argent à un moine mendiant, ou à un religieux de Saint-Sauveur, pour dire une messe dans la chapelle formée dans les ruines de l'ancienne église.
En 1727, elle n'a plus de religieux et vaut 3 000 livres.
En 1782, le dernier abbé est contraint de reconstruire une église, construite dans une partie de la nef de l'ancienne église, chapelle démolie en 1806.
Le 13 février 1790, l'Assemblée constituante prononce l'abolition des vœux monastiques et la suppression des congrégations religieuses. L'abbaye est fermée, devient bien national, puis vendue en 1791.

## Abbés

### Abbés réguliers
- ~ 1111 :  Anchère

### Abbés commendataires
À partir du concordat de Bologne, commence la série des abbés commendataires et seigneurs temporels :
- 1559 : Étienne Boucher (1560-1571), secrétaire du seigneur de Lauzac, aussi abbé de Saint-Sauveur de Vertus et évêque de Cornouailles.
- Odet d'Avaugour (†1598), évêque de Saintes .
- 1700 : François de Gomer de Luzancy, licencié en théologie de la Maison et Société de Sorbonne, archidiacre honoraire de Brie en l'église de Meaux[6]
- 1738 : Christophe de Beaumont (1703-1781), archevêque de Paris.
- Antoine-Charles-Octavien du Bouzet (°6 mars 1739-†2 septembre 1792), bienheureux, vicaire général de Reims, martyr de la Révolution française.

## Prieurés
L'influence de l'abbaye s'étend sur les prieurés où elle envoie ses religieux et recueille les dîmes :
- Prieuré-cure de Villeneuve-la-Lionne.

## Droit de patronage et dîmage
Ils sont les curés titulaires, prieurs-curés de la paroisse Saint-Martin de Vertus avec la dîme, le charnage et le droit paroissial (jus parrochiale), obligation faite aux paroissiens de recevoir les sacrements et autres actes religieux du seul prêtre de leur église. 
Les abbés et les religieux de Saint-Sauveur de Vertus, dans les deux derniers siècles au moins, payèrent la dîme aux abbés de Notre-Dame, comme tous les autres habitants.
Ils obtiennent encore douze cures ou prieurés, situés dans les diocèses de Châlons et de Troyes.  Ils sont décimateurs de ces paroisses, dont le curé, nommé par eux, n'avait que la portion congrue. L'abbaye a le droit d'élire et de pourvoir aux cures des églises dont elle est patron, de prêtres qu'elle présente à l'ordination de l'évêque diocésain. C'est le droit de patronage, de présentation à l’évêque et de nomination d'un desservant aux églises ou cures (paroisses) où elle percevait les grosses dîmes : Colligny, Clamanges, Coizard, Renneville, Saint-Grégoire, Poivre, ….

## Patrimoine foncier
Henri Ier de Champagne donna à l'abbaye la cense de la Motte-Noire, le moulin le Comte (moulin du puits Saint-Martin), le pré l'Abbé, de vastes prés sur les bords de la Marne depuis Athies jusqu'à Épernay, la terre et les hommes du village de la Folie dit la Madelaine. Une nouvelle foire fut établie à Vertus, le lendemain de la Nativité de la Vierge : cette foire dut se tenir dans le ban de l'abbaye, à laquelle furent cédés le droit de foire et le droit d' afforage et de banvin. Ces derniers droits étaient dus par les cabaretiers pendant la foire.